# Johan Adolf Karlsson
Johan Adolf Karlsson, född den 22 augusti 1881 i Ryda socken, död den 9 maj 1947 i Nyköping, var en svensk författare och folkskollärare.

## Biografi
Föräldrarna var lantbrukare i Skaraborgs län och Karlsson avlade 1903 folkskollärarexamen i Göteborg. Han fick sin första lärartjänst i Vara köping, där han även blev ordförande i föreningen Facklan — en avdelning av nykterhetsorganisationen Exelsiorförbundet. Man bildade föreläsningsförening och grundade även ett bibliotek på orten. Karlsson flyttade emellertid 1906 till Tuna socken, Södermanland där han tillträdde en tjänst som folkskollärare och organist. Även där tog han initiativ till en föresläsningsförening och han blev även ledamot av styrelsen i det 1907 bildade Södermanlands föreläsningsförbund. Han var en aktiv föreläsare och blev även sekreterare i föreläsningsförbundens riksorganisation.
Han gav ut ett flertal lokalhistoriska böcker, varav Sörmländska slott och gårdar i sex delar är det viktigaste verket.